# Rhytiphora dallasii
Rhytiphora dallasii là một loài bọ cánh cứng trong họ Cerambycidae.